# Herb Sutter

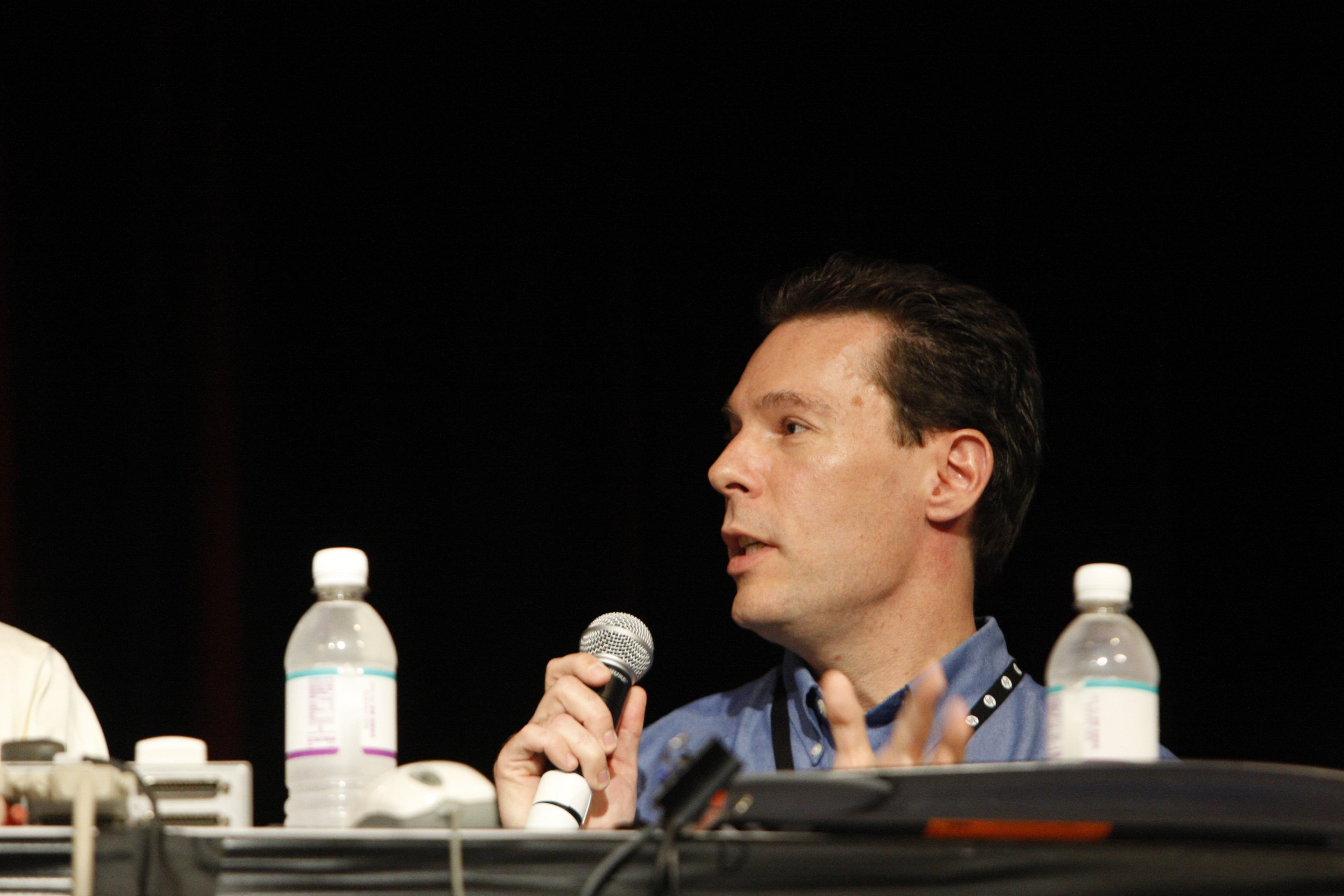
Herb Sutter

Herb Sutter – jeden z najsławniejszych ekspertów języka C++. Jest również autorem wielu książek poświęconych temu językowi, które obecnie są uważane za klasyczne:
- Wyjątkowy język C++. 47 łamigłówek, zadań programistycznych i rozwiązań (Tytuł oryginału: Exceptional C++: 47 Engineering Puzzles, Programming Problems, and Solutions)
- Wyjątkowy język C++. 40 nowych łamigłówek, zadań programistycznych i rozwiązań (ISBN 83-7361-712-4, Tytuł oryginału: More Exceptional C++)
- Niezwykły styl języka C++. 40 nowych łamigłówek, zadań programistycznych i rozwiązań (ISBN 83-246-0061-2, Tytuł oryginału: Exceptional C++ Style: 40 New Engineering Puzzles, Programming Problems, and Solutions (C++ in Depth Series))
- Język C++. Standardy kodowania. 101 zasad, wytycznych i zalecanych praktyk (współautor: Andrei Alexandrescu, ISBN 83-7361-849-X, Tytuł oryginału: C++ Coding Standards: 101 Rules, Guidelines, and Best Practices)

Obecnie pracuje w Microsofcie na stanowisku głównego architekta rozszerzeń C++/CLI do C++ w platformie .NET. Jest również sekretarzem komitetu standaryzującego ISO/ANSI C++, autorem ponad 130 artykułów technicznych, współpracownikiem i felietonistą czasopisma C/C++ Users Journal i byłym redaktorem naczelnym pisma C++ Report. Współpracował również z czasopismem Dr. Dobb's Journal.
Jest moderatorem internetowej grupy dyskusyjnej comp.lang.c++.moderated.